# Obermohr
Obermohr ist ein Ortsteil der im rheinland-pfälzischen Landkreis Kaiserslautern liegenden Ortsgemeinde Steinwenden. Bis 1969 war der landwirtschaftlich geprägte Ort eine selbständige Gemeinde. Er verfügt jedoch nicht über den rechtlichen Status als Ortsbezirk.

## Lage
Obermohr liegt im Westen der Gemarkung der Ortsgemeinde Steinwenden im Landstuhler Bruch und erstreckt sich nördlich des orografisch rechten Ufers des Mohrbachs. Durch den Ort selbst fließt der Reuschbach, ehe er in ersteren mündet. Zu Obermohr gehört neben dem Hauptort noch der Weiler Porbacherhof.

## Geschichte

### Mittelalter
Keimzelle des Ortes bildet der Obermohrerhof – auch Obermohrer Hof geschrieben –, der ein Drittel des Ortsteils einnimmt. Die erste urkundliche Erwähnung erfolgte im Jahr 987 als villa moraha; Landbesitzer und Rechteinhaber war das Kloster Lambrecht.
Im 14. Jahrhundert wechselte Obermohr schließlich in den Besitz der Familie von Stötern, die ihrerseits den Herren von Veldenz unterstand, ehe Jeckel von Stötern dieses Hofgut an Agnes von Flörsheim verkaufte. Da letztere die Witwe von Henne Blick von Lichtenberg war, war dessen Familie bis 1612 Eigentümer.

### Frühe Neuzeit
Im Zuge des Dreißigjährigen Kriegs, bei dem unter anderem die örtliche Kapelle zerstört worden war, wurde Obermohr von seinen Bewohnern verlassen und war in den Folgejahren weder neu besiedelt noch wieder aufgebaut. 1768 wurde Christoph Anton von Hautzenberg neuer Eigentümer vor Ort. Der Grundbesitz wurde auf seine Initiative neu eingeteilt, weshalb zahlreiche Bauern ihnen gehörende landwirtschaftlich genutzte Flächen an ihn abtreten mussten. Bis heute sind mehrere Grenzsteine, die sein Wappen zeigen, in Obermohr zu finden.
Bis Ende des 18. Jahrhunderts gehörte Obermohr zum Oberamt Lautern, das der Kurpfalz unterstand und unterhalb dieser Verwaltungsebene zum Gericht Ramstein. 1793 riss sich die französische Revolutionsregierung den gesamten linksrheinischen Adelsbesitz unter den Nagel, sodass Hautzenberg sich aus Obermohr zurückzog.
Von 1798 bis 1814, als die Pfalz Teil der Ersten Französischen Republik (bis 1804) und anschließend Teil des Ersten Französischen Kaiserreichs war, war Obermohr in den Kanton Landstuhl eingegliedert. 1803 wurde die katholische Pfarrei gegründet, nachdem für die Gemeinde zuvor diejenige aus Kirchmohr zuständig gewesen war; Filialen waren in Steinwenden und Kottweiler-Schwanden vorhanden.

### 20. Jahrhundert
1928 hatte der Ort 460 Einwohner, von denen 434 katholisch und 26 evangelisch waren und in 88 Wohngebäuden lebten. Im Zuge der rheinland-pfälzischen Verwaltungsreform wurde Obermohr am 7. Juni 1969 in den Nachbarort Steinwenden eingemeindet. Dort bildet er jedoch keinen Ortsbezirk, sodass ebenso wenig ein Ortsbeirat existiert. 1981 siegte der Ort bei dem Wettbewerb „Unser Dorf soll schöner werden“ auf Landesebene und erreichte auf Bundesebene die Bronzemedaille. 1987 feierte Obermohr zudem sein 1000-jähriges Jubiläum.

### Einwohnerentwicklung
Zum Zeitpunkt der Eingemeindung nach Steinwenden im Jahr 1969 besaß Obermohr 674 Einwohner. Inzwischen hat der seit Mitte der 1990er Jahre anhaltende Trend, wonach in der Westpfalz ein Bevölkerungsrückgang zu verzeichnen ist, den Ort ebenfalls erreicht. Hatte er 2006 noch 706 Einwohner, waren es zwei Jahre später nur noch 593.

## Wirtschaft und Infrastruktur

### Infrastruktur
Die Struktur ist überwiegend landwirtschaftlich geprägt, wenngleich in den letzten Jahrzehnten einige Neubaugebiete entstanden. Obermohr ist Sitz einer zum Dekanat Homburg gehörenden katholischen Pfarrei, die dem Zentralpfarramt Hütschenhausen untersteht.
Vor Ort existieren mit der örtlichen in den Jahren 1845 und 1846 erbauten katholischen Kirche und dem Obermohrerhof insgesamt zwei Kulturdenkmäler. In der Nähe der Kirche ist darüber hinaus ein Bürgerhaus vorhanden.  Noch im 20. Jahrhundert existierten vor Ort außerdem ein Posthaus sowie eine katholische Schule. Jeden vierten Sonntag im Juli findet in Obermohr die Kirchweih statt.

### Verkehr
Durch Obermohr verläuft die Landesstraße 363, die in Glan-Münchweiler beginnt und bis nach Steinalben führt sowie die Kreisstraße 11, die nach Reuschbach führt.
Obwohl die 1868 eröffnete Bahnstrecke Landstuhl–Kusel den südlichen Rand des Siedlungsgebiets von Obermohr tangiert, erhielt das Dorf zunächst keinen eigenen Bahnhalt; stattdessen mussten seine Bewohner den zwei Kilometer entfernten Bahnhof Steinwenden nutzen. Anfang der 1950er Jahre setzte sich der damalige Bürgermeister Hermann Staab jedoch für einen Haltepunkt an der Bahnlinie ein, da er selber hauptberuflich als Lohnbuchhalter auf dem Rammelsbacher Steinbruch beschäftigt war und somit selbst regelmäßig Nutzer dieser Bahnlinie war. Die Deutsche Bundesbahn (DB) gab für einen solchen grünes Licht, stellte jedoch zur Bedingung, dass die Gemeinde die Kosten für Bau und Unterhalt übernehmen müsse. Staab gründete daraufhin eine Bürgerinitiative, um seinen Plan zu forcieren. In ehrenamtlicher Arbeit wurde ein 150 Meter langer Bahnsteig links eines Zufahrtsweges errichtet. Nachdem die Arbeiten schon weit fortgeschritten waren, wies die Bundesbahn hingegen an, dass der Bahnsteig rechts des Weges entstehen müsse, womit der bisherige Bau umsonst gewesen war. Trotzdem wurde der Bahnsteig, dessen Länge nun 185 Meter betrug, an den von der DB gewünschten Standort verlegt, was im Frühjahr 1955 vollendet wurde.
Die Inbetriebnahme war zum Sommerfahrplan des Jahres vorgesehen. Am 30. Mai waren viele Bewohner auf dem Bahnsteig, um die Inbetriebnahme zu feiern, jedoch fuhr der erste Zug ohne zu halten durch. Erst im Nachhinein erkannte der Lokführer seinen Fehler und ließ den Zug zum neuen Haltepunkt zurückfahren. In den Folgemonaten fuhren Züge oft durch, ohne in Obermohr zu halten, da das Lokpersonal sich erst langsam an die Existenz der neuen Betriebsstelle gewöhnt hatte. Im Gegensatz zu den übrigen, zuvor schon existierenden Unterwegshalten erhielt Obermohr kein Empfangsgebäude, sondern lediglich ein Wartehäuschen in Massivbauweise, das sich in Besitz der Gemeinde befand. In den 1990er Jahren wurde es durch ein Moderneres ersetzt.

## Persönlichkeiten

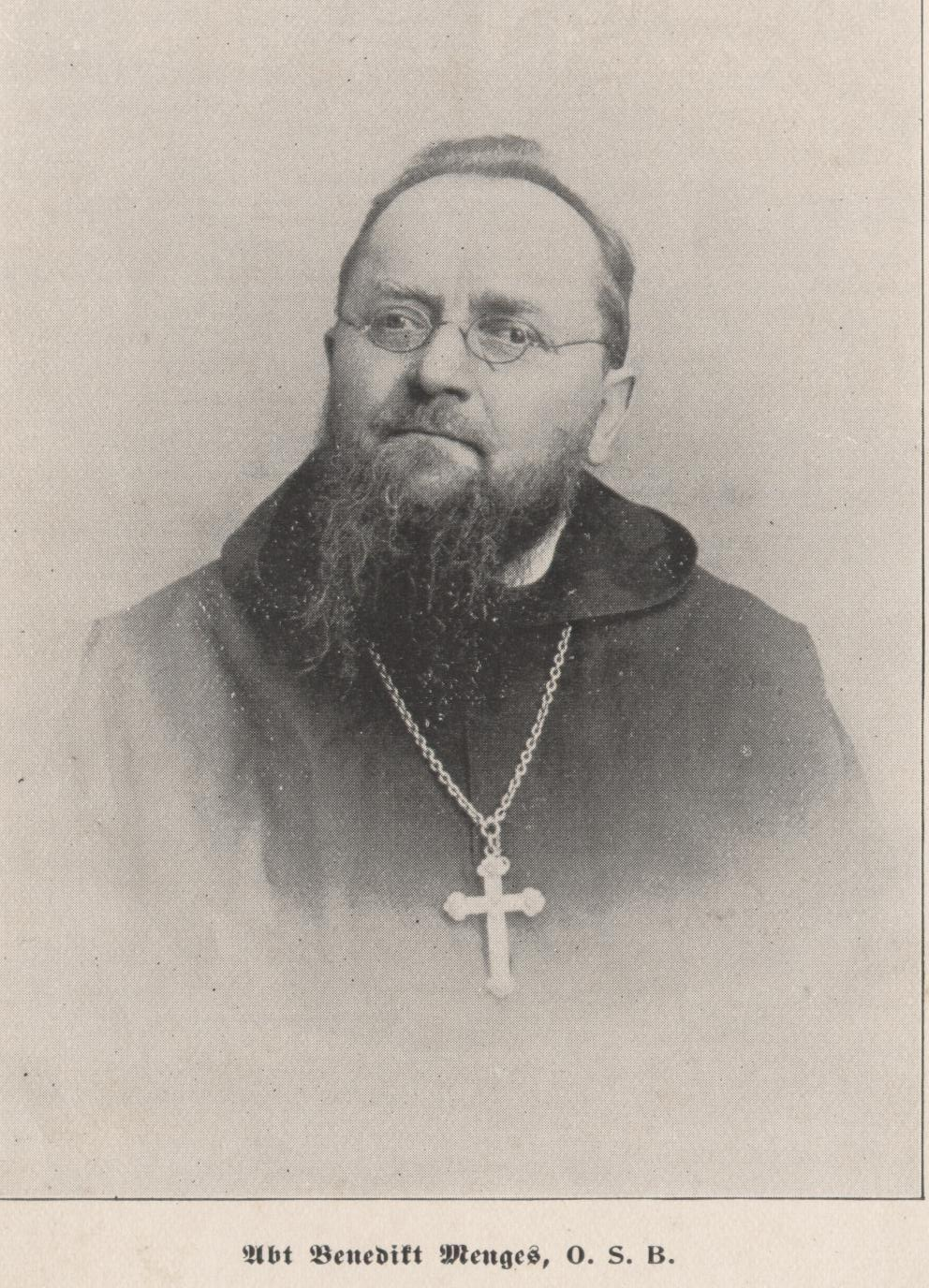
Abt Benedikt Menges OSB

### In Obermohr geboren
- Benedikt Menges (1840–1904), Priester und Benediktiner

### Mit Obermohr verbunden
- Karl Barth (1896–1962), Jurist, Nationalsozialist, Kommunalpolitiker und evangelischer Oberkirchenrat, ließ sich nach dem Zweiten Weltkrieg in Obermohr nieder
- Roland Paul (1951–2023), Historiker, gab die Ortschronik zum 1000-jährigen Jubiläum heraus